# Александр (проконсул)
Александр (лат. Alexander) — римский политический деятель первой половины IV века.
О биографии Александра сохранилось мало сведений. В 342 году он занимал должность проконсула Константинополя. Александрр был ранен во время уличных беспорядков и сбежал в Перинф. Однако вскоре он вернулся, но был снят со своего поста. Его сыном был Феб.